# 기타 슬림
에디 존스(Eddie Jones, 1926년 12월 10일 ~ 1959년 2월 7일)는 기타 슬림(Guitar Slim)으로 알려진 미국의 블루스 음악가로, 조니 빈센트가 스페셜티 레코드를 위해 프로듀싱한 밀리언 셀러 〈The Things That I Used to Do〉로 가장 잘 알려진 1940년대와 1950년대의 뉴올리언스 블루스 기타리스트였다. 그것은 로큰롤 명예의 전당에 한 500곡의 노래 목록에 올라 있다.  슬림은 로큰롤에 큰 영향을 미쳤고 지미 헨드릭스 전 10년 동안 일렉트릭 기타의 왜곡된 음색을 실험했다.

## 생애

### 어린 시절
존스는 미시시피주 그린우드에서 태어났다. 그의 어머니는 그가 다섯 살 때 돌아가셨고, 그는 할머니 밑에서 자랐다. 10대 때 그는 목화밭에서 일했고 주크 조인트에서 여가 시간을 보냈는데, 그곳에서 가수나 댄서로 자리를 잡기 시작했다. 그는 댄서로서 충분히 잘해서 "림버 다리"라는 별명을 얻었다.

### 녹음 경력
제2차 세계 대전 동안 군복무를 마치고 돌아온 후, 그는 루이지애나주 뉴올리언스 주변의 클럽에서 뛰기 시작했다. 밴드 리더 윌리 D. 워렌은 그에게 기타를 소개했다. 그는 특히 T-본 워커와 클래런스 "게이트마우스" 브라운의 영향을 받았다. 1950년경 그는 기타 슬림이라는 예명을 채택했고 그의 거친 무대연기로 유명해졌다. 그는 밝은 색의 정장을 입고 그에 어울리는 머리를 염색했다. 조수가 기타와 앰프 사이에 최대 350피트의 줄을 매고 관중석을 따라다니기도 했고 가끔 조수의 어깨에 올라타거나 클럽 밖에서 기타를 들고 다니기도 해 차량 통행이 멈췄다. 그의 사운드는 록 기타리스트들이 연주하기 10여 년 전에 왜곡된 기타를 연주했고, 그의 가스펠의 영향을 받은 보컬은 쉽게 알아볼 수 있었다.
그는 캘리포니아주 로스앤젤레스에 있는 머디 워터스와 함께 활기찬 연주를 하기 위해 모였다.

### 사망
그의 경력은 쇠퇴하여 존스는 알코올 중독자가 되었다. 그는 32세의 나이로 뉴욕에서 폐렴으로 죽었다. 그는 루이지애나주 티보도의 작은 묘지에 안장되어 있는데, 그의 매니저인 호세아 힐이 살고 있다.

### 영향
버디 가이, 알버트 콜린스, 프랭크 자파는 기타 슬림의 영향을 받았다. 1969년 스티븐 스틸스가 베이스 기타를 연주한 〈The Things That I Used to Do〉의 버전을 녹음한 지미 헨드릭스도 그랬다. 스티비 레이 본 또한 이 노래의 커버 버전을 녹음했다.
존스의 아들 중 한 명이 뉴올리언스 순회 공연에서 기타 슬림 주니어라고 자칭한다. 그의 레퍼토리는 아버지의 많은 노래들을 포함하고 있다.